# Joan Phipson
Joan Phipson, pseudonym för Joan Margaret Fitzhardinge , född 16 november 1912, död 2 april 2003, var en australisk författare.

## Böcker på svenska
- 1956 - Lycka till, ryttare
- 1967 - Gränsryttarna
- 1982 - Katterna ISBN 91-502-0657-5
- 1983 - Pojken och albatrossen ISBN 91-7574-062-1
- 1984 - Snarad ISBN 91-7574-077-X
- 1984 - Flickan som gjorde regn ISBN 91-7574-085-0
- 1986 - Trädgårdens väktare ISBN 91-7574-154-7
- 1988 - Smitaren ISBN 91-7574-190-3
- 1992 - Bianca ISBN 91-7574-260-8